# お茶の牧農園
お茶の牧農園（おちゃのまきのうえん）は、静岡県菊川市にある製茶メーカーである。

## 社史
戦後、牧之原台地にて茶種の販売を始める。その後、緑茶、静岡茶の製造および卸業を営む。近年、お茶、緑茶、静岡茶の通信販売も手がける。会社は、全国的にも茶産地として有名な牧之原台地にある。取り扱うお茶は、深蒸し茶である。
会社名は、合資会社牧農園。
本社所在地は静岡県菊川市倉沢1706-2-3。

## 主要な製品
お茶の製造・販売（通信販売）をしている。
- 静岡茶
- 深蒸し茶
- 菊川茶
- 品評会入賞茶
- 水出し煎茶
- べにふうき
- 手揉み茶
- 百草水

## 沿革
- 1950年（昭和25年） - 合資会社牧農園を設立
- 1996年（平成8年） - makinouen.co.jp ドメイン取得